# Алпски пиргавац
Алпски пиргавац (лат. Pyrgus andromedae) врста је дневног лептира из породице скелара (лат. Hesperiidae).

## Распрострањеност и станиште

### Распрострањеност
Ова врста насељава високе планине Европе, позната је са Пиринеја, Алпа, Карпата, Скандинавских планина и појединих планина на Балкану.

### Распрострањеност у Србији
У Србији ова врста је нађена само на Шар-планини, на стрмим каменитим косинама изнад шумског појаса. Постоји могућност да овај лептир живи и на другим планинама у југозападној Србији.

### Станиште
Станиште овог лептира су огољене камените косине високо изнад шумског појаса. У швајцарским Алпима врста живи у распону 1.000—2.700 м надморске висине, у Пиринејима 1.500—2.000 м надморске висине. 

## Животни циклус
Женка полаже јајашца на биљке Alchemilla glomerulans, Alchemilla alpina, Dryas octopetala и на појединим врстама из рода петопрсница (Potentilla). Након излегања млада гусеница савија и повезује листове, тако правећи склониште од грабљиваца и паразитоида. Гусеница зимује у таквом склоништу, а када се заврши хибернација и стабилизују временске прилике, гусеница се улуткава. У целој Европи имаго има једну генерацију годишње, а јавља се од средине јуна до краја јула.